# Јастровје
Јастровје (пољ. Jastrowie) град је у Пољској у Војводству великопољском. По подацима из 2012. године број становника у месту је био 8666.

## Становништво
| 2012. |
| ----- |
| 8.666 |

## Партнерски градови
- Штајнфелд
- Боњхад